# Музей циркового искусства (Санкт-Петербург)
Санкт-Петербургский музей циркового искусства — первый в мире музей, посвященный истории цирка. Музей расположен в здании Большого Санкт-Петербургского государственного цирка на Фонтанке.

## Создание музея
В 1928 году в здании цирка на Фонтанке открыл свои двери первый в мире Музей циркового искусства. Его основателем был Василий Яковлевич Андреев. Андреев очень любил цирк и собирал всё, что имело к нему отношение.
Весной 1928 года Василий Яковлевич принимает участие в выставке «Искусство движения», где демонстрирует тщательно подобранный материал по цирку и эстраде. На экспозицию Андреева обращает внимание Е. П. Гершуни — зам.директора Ленинградского цирка по художественной части. Он обращается с докладом к заведующему ЦУГЦ А. М. Данкману об основании специального музея. 8 августе 1928 года при Ленинградском цирке состоялось торжественное открытие Музея цирка и эстрады.
В настоящее время музей насчитывает около 90 000 предметов хранения, разделённых на коллекции: фототека, видеотека, библиотека, отдел плакатов, цирковых брошюр, газетных вырезок, костюмов, реквизита.